# Joshua Haggerty
Pour les articles homonymes, voir Haggerty.
Joshua "Josh" Haggerty, né le 20 décembre 1995 à Otatara, est un coureur cycliste néo-zélandais. Il participe à des compétitions sur route et sur piste,.

## Palmarès sur route
- 2013
  -  Champion de Nouvelle-Zélande sur route juniors
- 2016
  - 1re étape du Tour de Lakes
- 2017
  - 2e et 4e étapes du Tour de Lakes
- 2018
  - 2e et 5e étapes du Timaru Two Day Tour
- 2019
  - Prologue du Tour de Southland (contre-la-montre par équipes)

## Palmarès sur piste

### Championnats du monde juniors
- Glasgow 2013
  -  Médaillé d'argent de la poursuite par équipes juniors
  -  Médaillé d'argent du scratch juniors

### Championnats de Nouvelle-Zélande
- 2012
  - 2e de la poursuite par équipes
  - 3e du scratch juniors
  - 3e de la course aux points juniors
- 2017
  -  Champion de Nouvelle-Zélande de poursuite par équipes (avec Tom Sexton, Nick Kergozou et Anton O'Connell)
  - 2e du scratch